# Ерон-Нотр-Дам
Ерон-Нотр-Дам (фр. Airon-Notre-Dame) насеље је и општина у североисточној Француској у региону Север-Па д Кале, у департману Па де Кале која припада префектури Montreuil.
По подацима из 2011. године у општини је живело 199 становника, а густина насељености је износила 39,41 становника/km². Општина се простире на површини од 5,05 km². Налази се на средњој надморској висини од 15 метара (максималној 49 m, а минималној 3 m).

## Демографија
| 1962. | 1968. | 1975. | 1982. | 1990. | 1999. | 2011. |
| ----- | ----- | ----- | ----- | ----- | ----- | ----- |
| 131   | 157   | 151   | 149   | 153   | 183   | 199   |

График промене броја становника у току последњих година